# 無形文化遺産の保護に関する条約
無形文化遺産の保護に関する条約（むけいぶんかいさいんのほごにかんするじょうやく、平成18年4月14日条約第3号）は、2006年4月20日に発効した多国間条約。

## 内容
1. 条約の目的（第1条関係）
この条約の目的は、無形文化遺産を保護すること、無形文化遺産を尊重することを確保すること、国際的な協力および援助について規定すること等である。
2. 無形文化遺産の定義（第2条関係）
「無形文化遺産」とは、慣習、描写、表現、知識および技術並びにそれらに関連する器具、物品、加工品および文化的空間であって、社会、集団および場合によっては個人が自己の文化遺産の一部として認めるものをいう。
3. 他の国際文書との関係（第3条関係）
この条約のいかなる規定も、次のように解してはならない。
  1. 無形文化遺産が直接関連する世界遺産を構成する物件に関し、1972年の世界の文化遺産及び自然遺産の保護に関する条約の下での地位を変更しまたは保護の水準を低下させる。
  2. 締約国が、知的財産権または生物学的および生態学的な資源の利用に関する国際文書の当事国であることにより生ずる権利および義務に影響を及ぼす。
4. 締約国会議（第4条関係）
この条約により、締約国会議を設置し、通常会期として2年ごとに会合する。
5. 無形文化遺産の保護のための政府間委員会（第5条-第9条関係）
無形文化遺産の保護のための政府間委員会の設置、構成国、任務、活動方法および助言団体の認定について規定している。
6. 事務局（第10条関係）
委員会は、ユネスコ事務局の補佐を受ける。
7. 締約国の役割（第11条関係）
締約国は、自国の領域内に存在する無形文化遺産の保護を確保するために必要な措置をとること並びに社会、集団および関連のある民間団体の参加を得て種々の無形文化遺産を認定することを規定している。
8. 目録（第12条関係）
締約国は、保護を目的とした認定を確保するため、各国の状況に適合した方法により、自国の領域内に存在する無形文化遺産について1または2以上の目録を作成する。
9. 人類の無形文化遺産の代表的な一覧表（第16条関係）
委員会は、関係する締約国の提案に基づき、人類の無形文化遺産の代表的な一覧表を作成し、常時最新のものとしおよび公表する。
10. 緊急に保護する必要がある無形文化遺産の一覧表（第17条関係）
委員会は、関係する締約国の提案に基づき、緊急に保護する必要がある無形文化遺産の一覧表を作成し、常時最新のものとしおよび公表する。
11. 受益国となる締約国の役割（第24条関係）
受益国となる締約国は、自己の資金の限度内で国際的な援助が供与される保護のための措置の経費を負担し、無形文化遺産の保護のために供与される援助の使途に関する報告を委員会に提出する。
12. 基金の性質および資金（第25条関係）
「無形文化遺産の保護のための基金」をユネスコの財政規則に基づく信託基金として設立する。基金の資金は、締約国の分担金および任意拠出金、締約国以外の国、機関および個人からの拠出金等から成る。委員会は、その使途を、締約国会議が定める指針に基づいて決定する。
13. 基金に対する締約国の分担金および任意拠出金（第26条関係）
締約国は、締約国会議において決定される分担金またはこれに出来る限り近い額の任意拠出金を、少なくとも2年に1回、基金へ支払う。支払が延滞している締約国は、委員会の構成国に選出される資格を有しない。
14. 人類の口承および無形遺産に関する傑作の宣言との関係（第31条関係）
委員会は、この条約の効力発生前に人類の口承および無形遺産の傑作として宣言されたものを、人類の無形文化遺産の代表的な一覧表に記載する。
15. 最終規定（第32条-第40条関係）
この条約の批准、受諾、承認、加入、効力発生、廃棄、改正等について規定している。

## 沿革
- 2003年 - ユネスコ総会で採択[1]。
- 2004年6月15日 - 日本が受託書を寄託[2]。
- 2006年1月 - 締約国が発効の要件である30カ国に達する[1]。
  - 4月20日 - 日本を含む47か国の締約国にて発効する[1]。
- 2010年9月10日 - 本条約の標章を商標法に基づき指定する[3]。